# 로스리더
로스리더(loss leader) 또는 간단히 리더(leader)는 경영학에서 쓰이는 용어로, 일반적으로 미끼상품, 특매품, 유인상품, 특매상품 등으로 불린다. 소매 기업에서 기회 비용을 고려하여 가격을 낮춰 일반 물건을 판매하는데, 이를 통해 재고를 낮추고 상점에 고객을 불러들여 호객행위를 도모한다. 후에 주력상품을 팔기 위한 일종의 우회전략이다. 주력 상품은 그 자체를 많이 팔수록 이득이므로 생산량이 대량인 경우가 많지만, 미끼상품은 기업의 사업영역에 접근성만 높이면 되므로 그 생산량이 제한적인 경우가 많으므로 이 전략을 사용하는 경우가 많다. 흔히 온라인 쇼핑몰이나 백화점등에서 볼 수 있다.

## 같이 보기
- 미끼상술
- 경쟁법
- 덤핑
- 병행 수입
- 약탈 가격
- 가격 전략